# ルー・レオン・ゲレロ
ルルド・アフラゲ・レオン・ゲレロ（英：Lourdes Aflague Leon Guerrero、1950年11月8日 - ）は、アメリカ合衆国グアムの看護師、政治家。チャモロ人。第9代グアム準州知事（2019年 - ）。グアム議会議員（通算5期）を務めた。

## 経歴・人物
1950年、ゲレロはグアムで生まれた。父はグアム銀行を設立したイエス・サブラン・レオン・ゲレロ。母はユージニア・カルボ・アフラグ・レオン・ゲレロ。アカデミー・オブ・アールレディー・オブ・グアム高校に通った後、1973年にカリフォルニア州立大学ロサンゼルス校で看護学の学士号を取得し、1979年にカリフォルニア大学ロサンゼルス校で公衆衛生学の修士号を取得した。
カリフォルニア州サンタモニカのサンタモニカ病院で看護師として勤務した後、1980年からグアム記念病院に勤務し、看護部長補佐まで昇進した。1990年から1994年まで、ファミリー・ヘルス・プラン・クリニックで、オペレーション・ディレクターを務めた。
2007年、ゲレロはグアムの中小企業庁の女性ビジネス・チャンピオンとして表彰された。その後、ワシントン大学のパシフィック・コースト・バンキング・スクールに通い、2009年に同校のプログラムを卒業した。父と兄の後を継いで、グアム銀行の取締役会長、最高経営責任者、社長を務めた。2011年8月にはグアム銀行ホールディングカンパニーの取締役に任命され、テレグアム・ホールディングスの取締役も務めた。
また、グアム女性商工会議所の会長、グアムペディアの会長も務めている。
ゲレロは弁護士のジェフ・クックと結婚し、2人の子供を設けている。

## 政治家として
1994年に準州議会に立候補し、2期連続当選した後、副知事候補として知事選に出馬。2000年に準州議会に再度立候補し、3期務めた。グアム銀行の経営者として一時政界から離れていたが、2018年の知事選に当選し、第9代知事に就任した。

### 第23・24回グアム準州議会
1994年、グアム準州議会議員として立候補。総選挙では20,168票を獲得して9位で当選した。1996年の総選挙では20,050票を獲得して8位で当選した。

### 1998年 知事選
1998年、ゲレロは、知事に立候補したトーマス・C・エイダ上院議員の副知事候補として、民主党の予備選挙に出馬したが、現職のカール・T・C・グティエレス知事とマドレーヌ・Z・ボルダロ副知事に敗れた。

### 第26〜28回グアム準州議会
2000年、グアム準州議会議員に立候補した。総選挙では18,748票を獲得して5位で当選した。2002年、民主党の予備選挙で14,112票を獲得して5位になり、総選挙では、23,651票を獲得して5位で再選した。

### 第28回グアム準州議会
2004年、再出馬し、民主党の予備選で7,983票を獲得して4位で通過し、総選挙では14,853票を獲得して14位で当選した。2004年、民主党の予備選挙でで7,983票を獲得して4位になった後、総選挙で14,853票を獲得して14位で当選した。

### 2018年 知事選
2017年2月、ゲレロは知事選への立候補を表明。副知事候補にジョシュア・テノリオを指名した。民主党予備選では、グティエレス(副知事候補: ボルダロ)らも立候補したが、32％の票を獲得し、勝利。2018年11月6日、知事選では、共和党候補のレイ・テノリオを50.7%の得票率で破り、グアム初の女性知事に選出された。民主党出身の知事は、2003年のグティエレス以来である。

## 知事として
2019年、グアムでの大麻の製造・販売を合法化した。売り上げにかかる15%の消費税は、法執行機関や薬物治療、農業などの予算に充てられる予定である。
2020年8月10日に新型コロナウイルス感染症 と診断された。